# Keratan-sulfatna endo-1,4-beta-galaktozidaza
Keratan-sulfatna endo-1,4-beta-galaktozidaza (EC 3.2.1.103, endo-beta-galaktozidaza, keratan sulfat endogalaktozidaza, keratanaza, keratan-sulfat 1,4-beta-D-galaktanohidrolaza) je enzim sa sistematskim imenom keratan-sulfat 4-beta-D-galaktanohidrolaza. Ovaj enzim katalizuje sledeću hemijsku reakciju
Endohidroliza (1->4)-beta-D-galaktozidnih veza u keratan sulfatu
Ovaj enzim hidrolizuje 1,4-beta-D-galaktozilne veze pored 1,3-N-acetil-alfa-D-glukozaminilnih ostataka.

## Literatura
- Nicholas C. Price; Lewis Stevens (1999). Fundamentals of Enzymology: The Cell and Molecular Biology of Catalytic Proteins (Third изд.). USA: Oxford University Press. ISBN 019850229X.
- Eric J. Toone (2006). Advances in Enzymology and Related Areas of Molecular Biology, Protein Evolution (Volume 75 изд.). Wiley-Interscience. ISBN 0471205036.
- Branden C; Tooze J. Introduction to Protein Structure. New York, NY: Garland Publishing. ISBN 0-8153-2305-0.
- Irwin H. Segel. Enzyme Kinetics: Behavior and Analysis of Rapid Equilibrium and Steady-State Enzyme Systems (Book 44 изд.). Wiley Classics Library. ISBN 0471303097.

## Spoljašnje veze
- Keratan-sulfate+endo-1,4-beta-galactosidase на 